# Prestami il rossetto
Prestami il rossetto ( Coup de foudre) è un film francese del 1983 diretto da Diane Kurys.
Fu candidato all'Oscar al miglior film straniero.

## Trama
Lione, 1952. Due donne sposate, deluse e molto provate dalle difficoltà della guerra e della vita, si incontrano e instaurano un rapporto di amicizia sempre più intenso e, per questo, ostacolato da tutti. Alla fine, scelgono di vivere insieme.

## Riconoscimenti
- 1984 - Premio Oscar
  - Candidatura all'Oscar al miglior film straniero
- 1983 - Festival internazionale del cinema di San Sebastián
  - Concha de Oro